# Lecanodiaspis malaboda
Lecanodiaspis malaboda är en insektsart som först beskrevs av Green 1909.  Lecanodiaspis malaboda ingår i släktet Lecanodiaspis och familjen Lecanodiaspididae. Inga underarter finns listade i Catalogue of Life.